# 75564 Audubon
75564 Audubon è un asteroide della fascia principale. Scoperto nel 2000, presenta un'orbita caratterizzata da un semiasse maggiore pari a 2,3100867 UA e da un'eccentricità di 0,1337441, inclinata di 8,76388° rispetto all'eclittica.
L'asteroide è dedicato all'ornitologo statunitense John James Audubon.